# 幸和ハウジング
幸和ハウジング株式会社は、静岡県浜松市に本社を置く住宅メーカーである。
施工エリアは、静岡県中部、西部。愛知県東三河地区。主な業務内容は新築住宅の設計・施工、リノベーション、リフォーム、中古住宅販売、リノベ済住宅販売、古別荘、土地等の販売。

## 沿革
- 1973年 7月2日 浜松市池町にて幸和ハウジング誕生
- 1978年 本社を浜松市西塚に移転
- 1982年 本社を浜松市和田町に移転（現在のファーストハウジング社屋）
- 1995年 本社を浜松市天王町1147-1に移転  CITY・HOUSE発売
- 1997年 KOWAハウジングプラザ（現在不動産センター）オープン
- 1998年 KOWAハウジングプラザ佐鳴台店オープン
- 1999年 KOWA船越店オープン賃貸部門発足 ハウジングプラザをコーワ住センターに改名
- 2006年 上島ショールーム 誕生
- 2007年 浜松西展示場オープン グランデ・ファミリア誕生
- 2008年 磐田店事務所オープン 磐田店展示場オープン
- 2009年 天王ラボオープン（現在不動産センター）
- 2010年 屋上庭園のある家シリーズ発売 NCN参加ＳＥ構法ＫＯＷＡにて販売開始
- 2011年 浜松東店オープン グランデ・ファミリアに続きＳＥ3階建て展示場オープン
- 2012年 豊橋店オープン  静岡県外の初まちかどモデルハウス・初事務所オープン
- 2013年 スマイル発売
- 2014年 ハウスオブザイヤー賞初受賞[1]  メイクハウスNCN協賛 NCN重量木骨参加[2]
- 2015年 藤枝店オープン ハウスオブザイヤー賞2年連続受賞[3]
- 2016年 スマイルモデルハウス磐田第2展示場オープン グッドデザイン賞初受賞[4] キッズデザイン賞受賞[5][6][7][8] ハウスオブザイヤー賞3年連続受賞[9]
- 2017年 豊川展示場オープン グッドデザイン賞2年連続受賞[10] ハウスオブザイヤー賞4年連続受賞[11] レジリエンス優秀賞初受賞[12]
- 2018年 BinO浜松・ BinO島田オープン 湖西まちかどモデルハウスオープン 下石田プロジェクトオープン 袋井展示場オープン　レジリエンス優秀賞2年連続受賞[13]
- 2019年 浜松西店リニューアルオープン
- 2020年 静岡店・浜松北店オープン

## CM
- 2006年9月～久保ひとみがCMイメージキャラクターを務めた

## 主なサービス
- 住宅、注文住宅の設計、建築
- 別荘、店舗等の設計、建築
- リフォームリノベーションの設計及び施工、監理
- 中古住宅、中古別荘、土地等の買取り
- 中古住宅販売、リノベ済住宅販売、古別荘、土地等の販売

## 営業拠点
- 本社 静岡県浜松市東区天王町1147-1
- 浜松東店 静岡県浜松市東区天王町1985-5
- 浜松西店 静岡県浜松市西区入野町6149-1
- 袋井店 静岡県袋井市堀越2丁目19-7
- 藤枝店 静岡県藤枝市八幡295-1
- 豊川店 愛知県豊川市中央通3丁目14
- 静岡店 静岡県静岡市駿河区桃園町1-1（SBSマイホームセンター内）